# Etologia sociale umana
L'Etologia sociale umana è una disciplina che studia, a partire dalla matrice etologico-sociale dell'esperienza, sia l'ontogenesi del gesto che l'anatomia degli elementi sociali e individuali, fondamentali nell'origine e nella struttura del comportamento umano. L'oggetto di indagine è la struttura dinamica dell'influenzamento tra esseri umani, al quale si fa risalire parte della formazione della mente, nei suoi aspetti emotivi e cognitivi. I riferimenti teorici ed empirici di questo sviluppo etologico sono rintracciabili nelle opere di autori che appartengono a domini differenti.

## Origine
L'etologia sociale umana è una specificazione dell'etologia umana, che a sua volta deriva dall'etologia, ed ha in comune con esse la possibilità di individuare la radice etologica dei comportamenti umani.
A partire dagli studi di Jean-Baptiste de Lamarck e Charles Darwin, che ipotizzano l'esistenza di un comune denominatore tra il comportamento umano ed il comportamento degli altri mammiferi, si sviluppa una complessa ricerca sull'origine e sulla struttura del comportamento animale ed umano in relazione alle sue basi biologiche ed evolutive. La biologia evolutiva diventa la fonte delle conoscenze sulla discendenza e sulla preistoria del comportamento delle strutture viventi complesse: al suo interno, l'etologia comparata, trattando la radice organica dei comportamenti, viene approfondita sino a comprendere i fenomeni umani.

## L'imprinting
Il primo tentativo etologico di conoscenza della radice dei fenomeni animali e umani, una radice “organica” dei comportamenti, è legato all'opera di Konrad Lorenz, fondatore, nel corso degli anni 70, della scuola di Altenberg. In campo biologico, l'epistemologia evolutiva, proponendo una riformulazione della teoria darwiniana, approda ad una critica del concetto tradizionale di selezione, e ad una lettura non solo adattamentistica dell'evoluzione biologica e sociale. Tale approccio, invece, riconosce attività e prodotti cognitivi laddove prima si parlava solo di esistenza adattamentistica. Gli organismi viventi hanno sviluppato specifiche forme di relazione comportamentale, ambito di fenomeni etologici e non più solo biologici e meccanicistici, con altre realtà coesistenti.
All'interno di questo percorso etologico, segnato dallo studio del comportamento, ossia del modo in cui l'animale e l'essere umano interagiscono con l'ambiente, assume sempre più evidenza l'importanza delle condotte sociali nella strutturazione del comportamento individuale. Gli etologi, infatti, sia con Lorenz, attraverso la scoperta del fenomeno dell'imprinting, che con Eibl-Eibesfeldt, il quale dimostra che il nostro comportamento sociale si adegua ad un sistema universale di regole, ovvero a una «grammatica universale» che struttura allo stesso modo le interazioni verbali e quelle non verbali, si interessano sempre più all'analisi ontogenetica sia delle componenti sociali che dei comportamenti non verbali. Allo stesso modo, anche gli psicologi, anche se da versanti differenti della psicologia, si centrano a livello psicogenetico sull'indagine dell'esperienza sociale, e quindi sull'analisi delle componenti sociali delle condotte, sia verbali che non verbali.

## Lo sviluppo dell'Etologia Sociale Umana
L'orientamento teorico che definiamo Etologia Sociale Umana, è uno sviluppo teorico legato a due filoni di ricerca psicologica: le ricerche psicogenetiche sociocostruttiviste sulla natura e sulla struttura non-verbale dell'intelligenza e le ricerche sulla natura e sulla struttura dell'intersoggettività. Gli sviluppi di queste indagini hanno permesso di approfondire la connotazione sociale di alcuni fenomeni già identificati e teorizzati da George Herbert Mead.  In alcuni contributi empirici è stato possibile individuare e isolare una sequenza di interazione socio-conflittuale non verbale specifica del progresso cognitivo individuale: in questo senso è in corso il passaggio dal “comportamentismo e simbolismo sociale” ad una visione etologico-sociale dell'origine del gesto.
A partire dall'incrocio tra interazione sociale di tipo non-speculare e formazione delle strutture emotivo-cognitive, è stata sviluppata l'ipotesi di un'origine etologico-sociale della mente e della conoscenza.

## L'approccio eugenetico e il suo abbandono
Da tali indagini etologiche emerge una critica del paradigma epistemologico “individuale” e ha inizio il passaggio ad un'epistoemologia sociale, che rivela un nuovo approdo antropologico. Già K. Lorenz, attraverso l'etologia, aveva aperto la strada ad un progetto culturale globale; ma, nel corso degli anni 40, convinto dell'importanza della genetica, aveva abbracciato le tesi eugenetiche, proponendo che la selezione del più adatto, necessaria alla specie per evitare una degenerazione, fosse non più naturale, ma avviata da un'organizzazione sociale preposta dallo Stato. Queste posizioni sono state poi abbandonate e oggi il Konrad Lorenz Institut fur Evolutions und Kognitionsforschung di Altenberg in Austria, si occupa delle implicazioni epistemologiche, filosofiche e sociali dell'etologia umana, aprendosi alle implicazioni politiche di una etologia della conoscenza.
L'Etologia Sociale Umana propone una nuova visione dell'uomo: alla luce del quadro delle interazioni fondanti, messe in luce dal nuovo indirizzo teorico, l'"essere" dell'uomo non è più l'"essere" stesso dell'azione, ma diviene l'"essere" dell'interazione sociale. Un "essere" che, rispetto alla sua inefficienza e insufficienza ontologica, non deve trovare l'identità nell'aggressione tecnica bensì nella dimensione di connessione empatica intersoggettiva.